# Tržek
Tržek je obec v okrese Svitavy v Pardubickém kraji. Leží čtyři kilometry severozápadně od Litomyšle. Žije zde 153 obyvatel. Nedaleko obce při silničním tahu I/35 leží i železniční zastávka na regionální železniční trati Choceň – Litomyšl. Mezi Tržkem a Nedošínem se rozprostírá PP Nedošínský háj, mj. dějiště Jiráskovy Filosofské historie. V okolí obce je několik rybníků, pozůstatek po původně mnohem rozsáhlejší rybniční soustavě. Směrem k Cerekvici nad Loučnou se nachází soutok řek Loučná a Desná.

## Historie
První písemná zmínka o obci pak pochází z roku 1145. V době vrcholného středověku tu opatové vystavěli dvůr, k němuž byla za litomyšlského biskupství přistavěna tvrz. Při ní zbudoval biskup Albrecht ze Šternberka roku 1376 klášter Panny Marie a uvedl sem 13 kartuziánů. V klášteře přebývala i Anna Benešovská, matka biskupa litomyšlského Jana Železného. Za husitských válek byl klášter roku 1421 vypálen orebity. V obci se dosud zachovalo pomístní pojmenování „V Kartouzích“.
V novodobé historii působily v obci dva mlýny, velký akcionářský Faulhamerův (nyní výroba krmných směsí) a rodinný Zamastilův propojený s pekárnou (dodnes s poměrně zachovalou původní výbavou).

## Kartuziánský klášter
Od roku 1376 jednal litomyšlský biskup Albert ze Šternberka o založení kartuziánského kláštera v Tržku. S kartuziánskou řeholí se zřejmě seznámil v Králově Poli u Brna , s níž byl v častém styku. K vlastnímu založení kláštera došlo až v roce 1378. Zakoupené ostatky sv. Viktorina biskupem Albertem, byly zřejmě určeny pro nově založený klášter.
Po výběru místa pro zřízení kláštera, vydal litomyšlský biskup dne 24. prosince 1378 na svém hrádku v Tržku, zakládací listinu. Klášter byl věnován k poctě panny Marie a nazván "Keř panny Marie". Prvním představeným kláštera byl jmenován Jan z Lenpachu, mnich kartuziánského kláštera sv. Michala u Mohuče. Sedmého dubna 1379 vymezil biskup Albert území kláštera, které daroval ze svých statků. Biskup Albert založil klášter bez svolení Litomyšlské kapituly.
Vlastní klášter měl refektář, úřední místnost pro konvrše, hosty kláštera a jejich služebnictvo, kuchyň, klenutý sklep a studnu. Mniši podle příkazu řehole bydleli ve zvláštních oddělených celách na způsob pousteven. Biskup dal v roce 1379 zatím postavit 3 cely, mělo být později dostaveno celkem 12 cel. U kláštera stál kostel , již v roce 1379 z větší části hotový. Celý klášter byl ohrazen kamennou zdí.
Klášteru náležely statky ve vesnicích: Dolany u Olomouce, Tověř, Moravičany a Palonín.
Závěr svého života biskup Albert prožil v kartuziánském klášteře v Tržku. V roce 1380 se sjelo do Tržku početné zastoupení prelátů a šlechty za účelem vydání klatby na markraběte Jošta (12. ledna 1380). Biskup Albert 14. ledna 1380 umírá.
Olomoucký biskup Petr Jelito vznesl návrh na přestěhování kláštera. Myšlenku stvrdil markrabě Jošt 22. května 1388. Listinou generální kapituly řádu kartuziánského ze dne 15. 6. 1389 ve Floriencii bylo rozhodnuto, že klášter bude přenesen se vším příslušenstvím do Dolan.
Předpokládá se, že část mnichů zůstala v klášteře. Víme o převoru Stanislavovi, jenž s konventem "kláštera v Hájku" u Tržku byl dlužen Čeňkovi z Wartemberka. Dluh nebyl splacen a v roce 1451 se o dluh hlásil Hynek z Valdštejna.
Převorové kláštera:
- Jan z Lempachu z kláštera sv. Michala u Mohuče, 1378–1379 rektorem.
- Štěpán, pozdější převor v Dolanech po r. 1400
- Mnich: Stanislav (r. 1419)

## Obyvatelstvo
| Rok            | 1869 | 1880 | 1890 | 1900 | 1910 | 1921 | 1930 | 1950 | 1961 | 1970 | 1980 | 1991 | 2001 | 2011 | 2021 |
| -------------- | ---- | ---- | ---- | ---- | ---- | ---- | ---- | ---- | ---- | ---- | ---- | ---- | ---- | ---- | ---- |
| Počet obyvatel | 224  | 214  | 214  | 184  | 221  | 226  | 229  | 181  | 215  | 196  | 181  | 159  | 166  | 164  | 157  |
| Počet domů     | 36   | 34   | 37   | 36   | 40   | 43   | 47   | 52   | 48   | 47   | 45   | 49   | 58   | 60   | 66   |

## Obecní správa
Při sčítání lidu v roce 1869 Butoves byl jako osada obce k Morašicím v okrese Litomyšl. V letech 1880–1965 byl obcí v okrese Litomyšl (1880–1950) a později v okrese Svitavy. Od 1. července 1965 do 31. srpna 1990 patřil znovu jako část obce k Morašicím a od 1. září 1990 je opět samostatnou obcí.

### Obecní symboly
Znak a vlajka byly obci uděleny rozhodnutím předsedkyně Poslanecké sněmovny Parlamentu České republiky dne 13. října 2023.

## Galerie

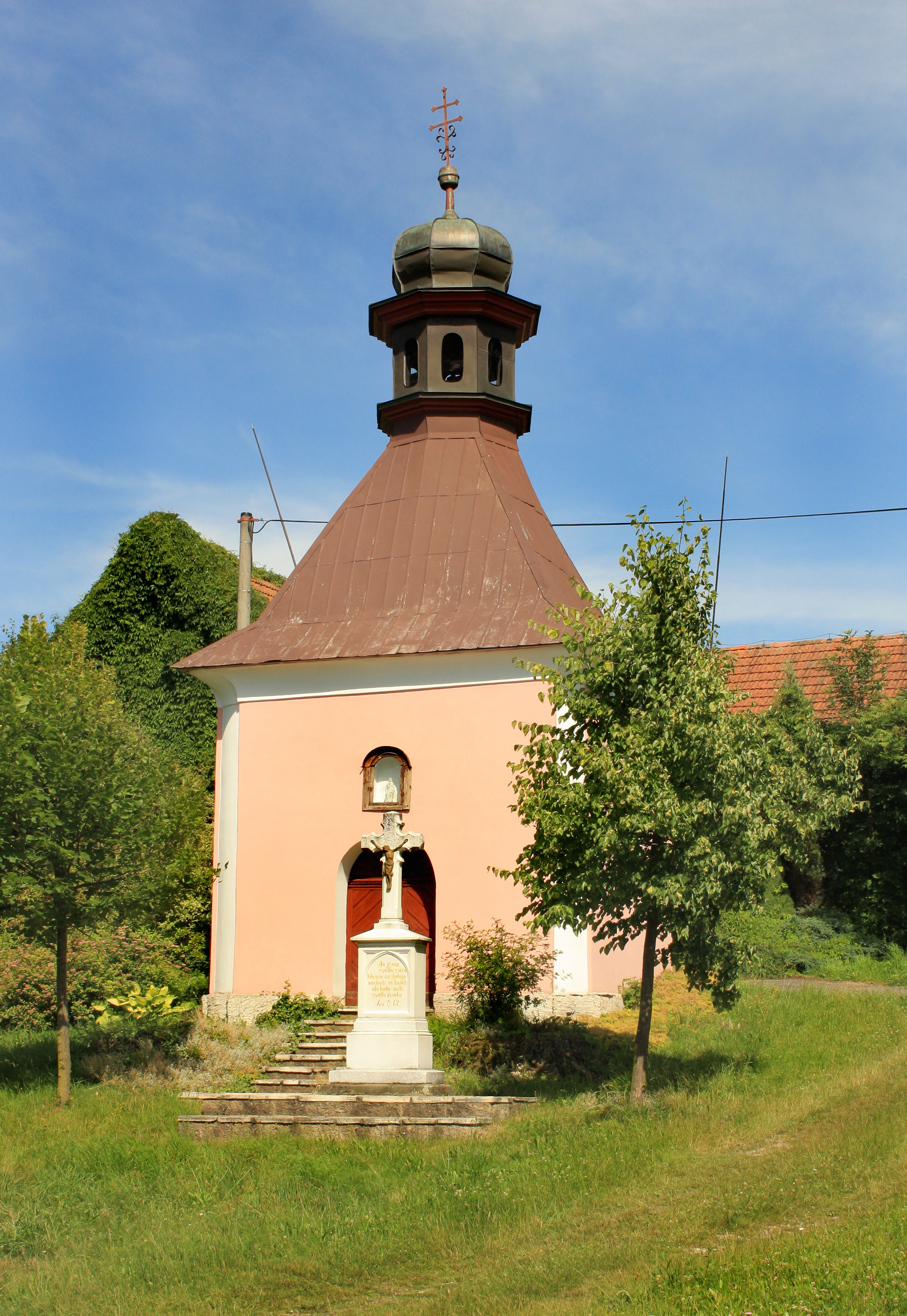
Kaple na návsi
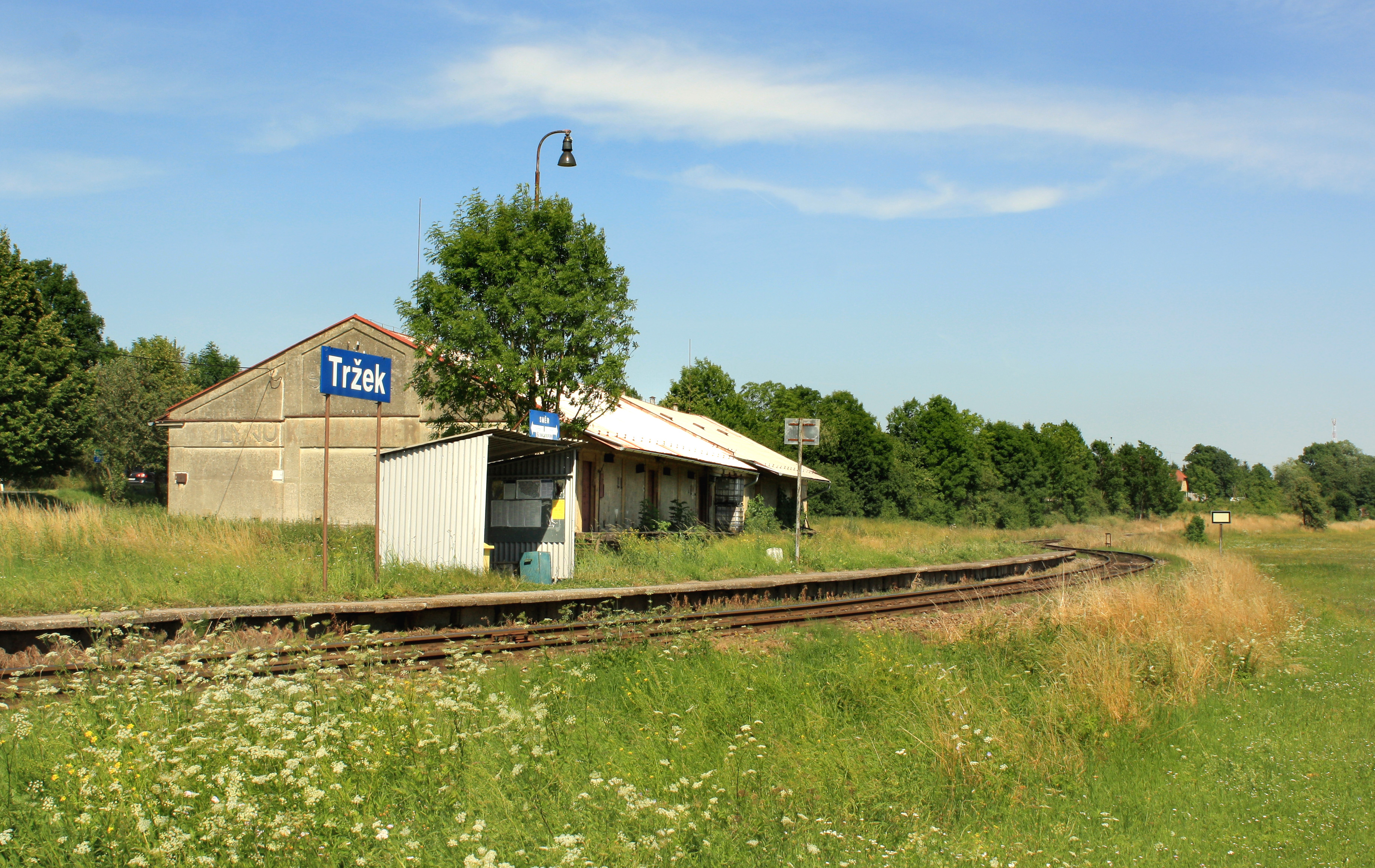
Železniční zastávka
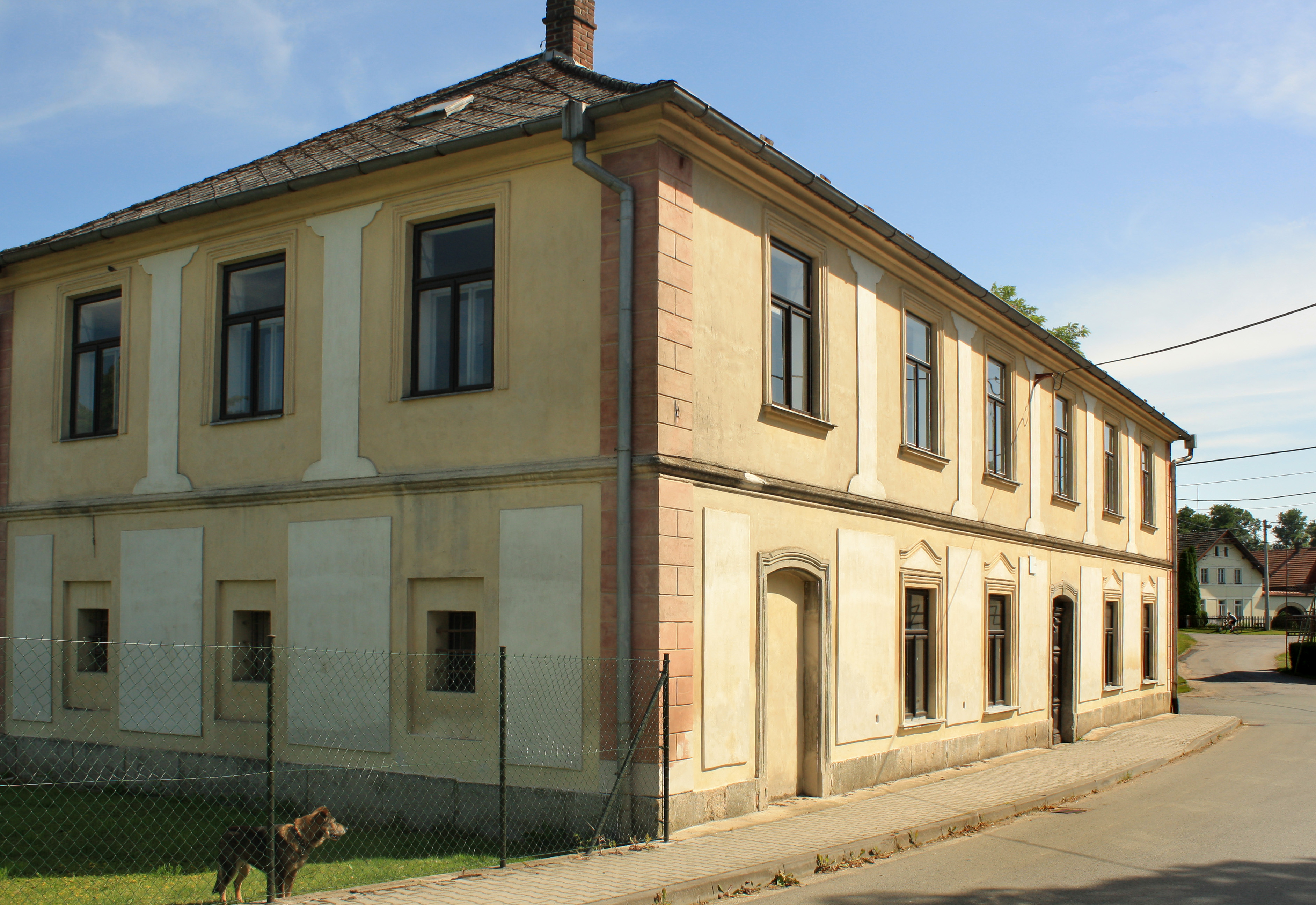
Budova bývalé školy